# Andy Gruenebaum
Andy Gruenebaum (Overland Park, Kansas, Estados Unidos, 30 de diciembre de 1982) es un exfutbolista estadounidense. Jugaba en la posición de guardameta y su último club fue el Sporting Kansas City de la Major League Soccer.

## Clubes
| Club                 | País           | Año         |
| -------------------- | -------------- | ----------- |
| Des Moines Menace    | Estados Unidos | 2005        |
| Columbus Crew        | Estados Unidos | 2006 - 2013 |
| Sporting Kansas City | Estados Unidos | 2014        |

## Palmarés

### Campeonatos nacionales
| Título                         | Club              | País           | Año  |
| ------------------------------ | ----------------- | -------------- | ---- |
| Copa MLS                       | Columbus Crew     | Estados Unidos | 2008 |
| MLS Supporters' Shield         | Columbus Crew     | Estados Unidos | 2008 |
| MLS Supporters' Shield         | Columbus Crew     | Estados Unidos | 2009 |
| USL Premier Development League | Des Moines Menace | Estados Unidos | 2005 |